# Jean Cohen
Pour les articles homonymes, voir Cohen.
Jean Cohen (29 août 1941–12 novembre 2004), ayant occupé le poste de directeur de recherche à l'INRA, a notamment travaillé sur le Rotavirus,,,,,.
En 1996, il reçoit le titre de docteur honoris causa de l’université de médecine de Białystok (UMB)